# أسد جنوبي
الأسد الجنوبي (الاسم العلمي: Panthera leo melanochaita، وفيه تعني melanochaita «أسود اللِّبْدَة») هو نُوَيْع من الأسود يستوطن المناطق الجنوبية والشرقية من إفريقيا. في تلك المناطق من إفريقيا، انقرضت جمهرات الأسود إقليميًا في ليسوتو وجيبوتي وإريتريا، وهي مهددة بفقدان موائلها ومصدر غذائها، والقتل على يد السكان المحليين انتقامًا لفقدان الماشية، وفي عدة بلدان أيضًا بسبب صيد التذكارات. منذ مطلع القرن الحادي والعشرين، زادت جمهرات الأسود في المناطق المحمية التي تُدار إدارةً مكثفةً في بوتسوانا وناميبيا وجنوب إفريقيا وزيمبابوي، لكنها انخفضت في بلدان شرق إفريقيا. في عام 2005، وُضِعَت استراتيجية لحماية الأسود في إفريقيا الشرقية والجنوبية.
تشير نتائج دراسة جغرافية عرقية إلى أن جمهرات الأسود في إفريقيا الجنوبية والشرقية تشكل فرعًا حيويًا رئيسيًا متميزًا عن جمهرات الأسود في غرب إفريقيا إفريقيا ووسطها في وآسيا. في عام 2017، قسمت فرقة العمل المعنية بتصنيف القطط التابعة لمجموعة المتخصصين في القطط التابعة للاتحاد الدولي لحفظ الطبيعة (IUCN) جمهرات الأسود وفقًا للفروع الحيوية الرئيسة إلى نُوَيْعَيْن، وهما الأسد الشمالي (P. l. leo) والأسد الجنوبي (P. l. melanochaita). ويمكن تمييز ثلاث فروع حيوية فرعية بوضوح ضمن نويع الأسد الجنوبي؛ أحدها من شمال شرق إفريقيا، وآخر من جنوب غرب إفريقيا، وثالثة من جنوب شرق إفريقيا.
كانت العينة النمطية للأسد الجنوبي أسدًا أسود اللِّبْدَة من رأس الرجاء الصالح، والمعروف باسم أسد الكيب. يشير التحليل الجغرافي العرقي لعينات الأسود من الغابون وجمهورية الكونغو إلى علاقتها الوراثية الوثيقة بعينات الأسد الجنوبي من ناميبيا وبوتسوانا. وقد أُطلق عليه أيضًا أسماء وأسد إفريقيا الجنوبية، وأسد إفريقيا الشرقية والجنوبية والنُّوَيْع الجنوبي.